# Trại nghỉ Cabanon
Trại nghỉ Cabanon là một khu nhà nghỉ được thiết kế và xây dựng bởi kiến trúc sư Le Corbusier vào năm 1951 tại Roquebrune-Cap-Martin, Côte d’Azur. Đây là công trình duy nhất mà ông xây dựng cho bản thân để sử dụng nghỉ ngơi. Vào tháng 7 năm 2016, công trình này và một số tác phẩm khác của Le Corbusier được ghi nhận là Di sản thế giới của UNESCO.

## Mô tả
Le Corbusier rất yêu thích ngôi nhà nghỉ hè này của mình bởi vị trí tuyệt đẹp của nó. Và ông đã bị chết đuối ở Địa Trung Hải trong khi ở tại khu nghỉ dưỡng này.